# Wilhelm I Jednooki
Wilhelm I Jednooki (ur. 14 grudnia 1343, zm. 10 lutego 1407) – magrabia Marchii Miśnieńskiej.
Wilhelm był najmłodszym z czterech synów margrabiego Fryderyka II Poważnego i Matyldy, córki cesarza Ludwika Bawarskiego. Po śmierci ojca znalazł się pod opieką brata Fryderyka III Srogiego. Po osiągnięciu lat sprawnych sprawował rządy wraz z dwoma braćmi (Fryderykiem III oraz Baltazarem, czwarty Ludwik obrał karierę duchowną). Po śmierci Fryderyka III w roku 1381 na mocy układu w Chemnitz (1382) dokonał podziału dóbr otrzymując Marchię Miśnieńską. Od 1395 r. zarządzał Marchią Brandenburską w imieniu Jodoka z Moraw. Starał się likwidować drobne posiadłości wewnątrz Marchii Miśnieńskiej i opierać się ekspansji Luksemburgów. Udało mu się pozyskać dobra Colditz, skąd usunął burgrabiów Dohna. Wspierał katedrę w Miśni.
Wilhelm był dwukrotnie żonaty. Jego pierwszą żona była Elżbieta, córka margrabiego morawskiego Jana Henryka luksemburskiego i Małgorzaty opawskiej. Po jej śmierci ożenił się z Anną, córką księcia Brunszwiku-Getyngi Ottona I. Oba małżeństwa były bezpotomne. Jego dobra odziedziczyli bratankowie Fryderyk I Kłótnik i Wilhelm II Bogaty.